# Luigi Randazzo
Luigi Randazzo (ur. 30 kwietnia 1994 w Catanii) – włoski siatkarz, grający na pozycji przyjmującego, reprezentant Włoch.

## Przebieg kariery
| Lata                      | Klub                                 |
| ------------------------- | ------------------------------------ |
| 2010–2013                 | Lube Banca Marche Macerata           |
| 2013–2014                 | Tonno Callipo Calabria Vibo Valentia |
| 2014–2015                 | Altotevere Città di Castello         |
| 2015–2016                 | Exprivia Molfetta                    |
| 2016 (do 28.11.2016)      | Cucine Lube Banca Macerata           |
| 2016–2017 (od 29.11.2016) | Calzedonia Werona                    |
| 2017–2020                 | Kioene Padwa                         |
| 2020–2021                 | Top Volley Cisterna                  |
| 2021–2022                 | Prisma Taranto                       |
| 2022–2023                 | Al-Ahly                              |
| 2023–                     | Farmitalia Catania                   |

## Sukcesy reprezentacyjne
Mistrzostwa Europy Juniorów:
- 2012

Mistrzostwa Świata Juniorów:
- 2013

Puchar Wielkich Mistrzów:
- 2017

## Sukcesy klubowe
Puchar Challenge:
- 2011[5]

Mistrzostwo Włoch:
- 2012[6]
- 2011

Superpuchar Włoch:
- 2012